# Thomas Stettler
Pour les articles homonymes, voir Stettler (homonymie).
Thomas Stettler, né le 28 octobre 1969 (originaire d'Eggiwil), est une personnalité politique suisse, membre de l'Union démocratique du centre (UDC).
Il est élu député du canton du Jura au Conseil national en octobre 2023.

## Biographie
Thomas Stettler naît le 28 octobre 1969. Il est originaire d'Eggiwil, dans le canton de Berne. Il a une sœur et un frère cadet. Il a 16 ans à la mort de son père, agriculteur sur un domaine de 120 hectares.
Il exerce le métier d'agriculteur. Il reprend la ferme familiale en 1992 après que sa mère, Erika, a assuré l'intérim.
Il est champion jurassien de tir.
Il est marié et père de six enfants — dont l'une, Francine Stettler, est députée suppléante UDC au Parlement du canton du Jura — et habite à Courroux.

## Parcours politique
Il siège au Parlement du canton du Jura de 2006 à janvier 2019. Également président de l'UDC jurassienne jusqu'en mars 2023 et conseiller communal (exécutif) de Courroux depuis 2018, où il est responsable de la bourgeoisie, il invoque le cumul des mandats pour justifier sa démission.
Apparenté au Parti libéral-radical (PLR), il crée la surprise en étant élu au Conseil national en octobre 2023, au détriment du Centre pour 200 voix (12 996 pour l'alliance PLR-UDC contre 12 795 pour l'alliance du Centre). Peu après son élection, il revendique le fait que son parti soit « xénophobe », ce qui provoque de vives réactions. Il siège au sein de la Commission des finances (CdF).